# Grotte Théophile
La grotte Théophile est située sur la commune de Huez dans le Massif des Grandes Rousses à l'altitude de 2 240 mètres. Sa particularité est liée à sa situation au cœur d'un massif métamorphique.  

## Historique
La découverte est faite par deux moniteurs de ski, William Roche et Bertrand Sarret,intrigués par une cavité soufflante au cours de l'hiver 1979. 
Au cours des cinq années suivantes les frères Roche avec comme compagnons André Gardent, Claude Walroff et Gilbert Monin, néophytes spéléologues, équipent un puits de 22 mètres et un méandre entrecoupé de ressauts et à 260 mètres de profondeur s'arrêtent sur un passage bas mouillant. 
La topographie est effectuée le 21 septembre 1985 par André Gardent et Roland Roche, renforcés du spéléo club du veymont représenté par Jean-Pierre Gonzalez et Gilbert Bohec. Le passage mouillant est passé par Roland Roche avec un arrêt sur un nouveau puits. Celui ci de 17 mètres est descendu le 23 août 1986 par Gilbert et il est suivi d'un ressaut de 4 m et d'une cascade de six mètres. La suite est une galerie plus large qui bute sur une trémie; un passage latéral permet d'accéder à des spéléothèmes incongrus pour une cavité de haute montagne. Un dernier ressaut de 4 mètres marque l'arrêt à -340 m. 
Le 25 août Roland , Armelle et Gilbert Bohec équipent la cascade de quatre mètres. Peu après une coulée de calcite bouche le passage. Une escalade de 10 mètres évite cet obstacle. Plus bas une série de cascades conduit à une trémie. Une reptation débouche sur un méandre mais les galets comblent la galerie jusqu'au siphon terminal à - 374 mètres.

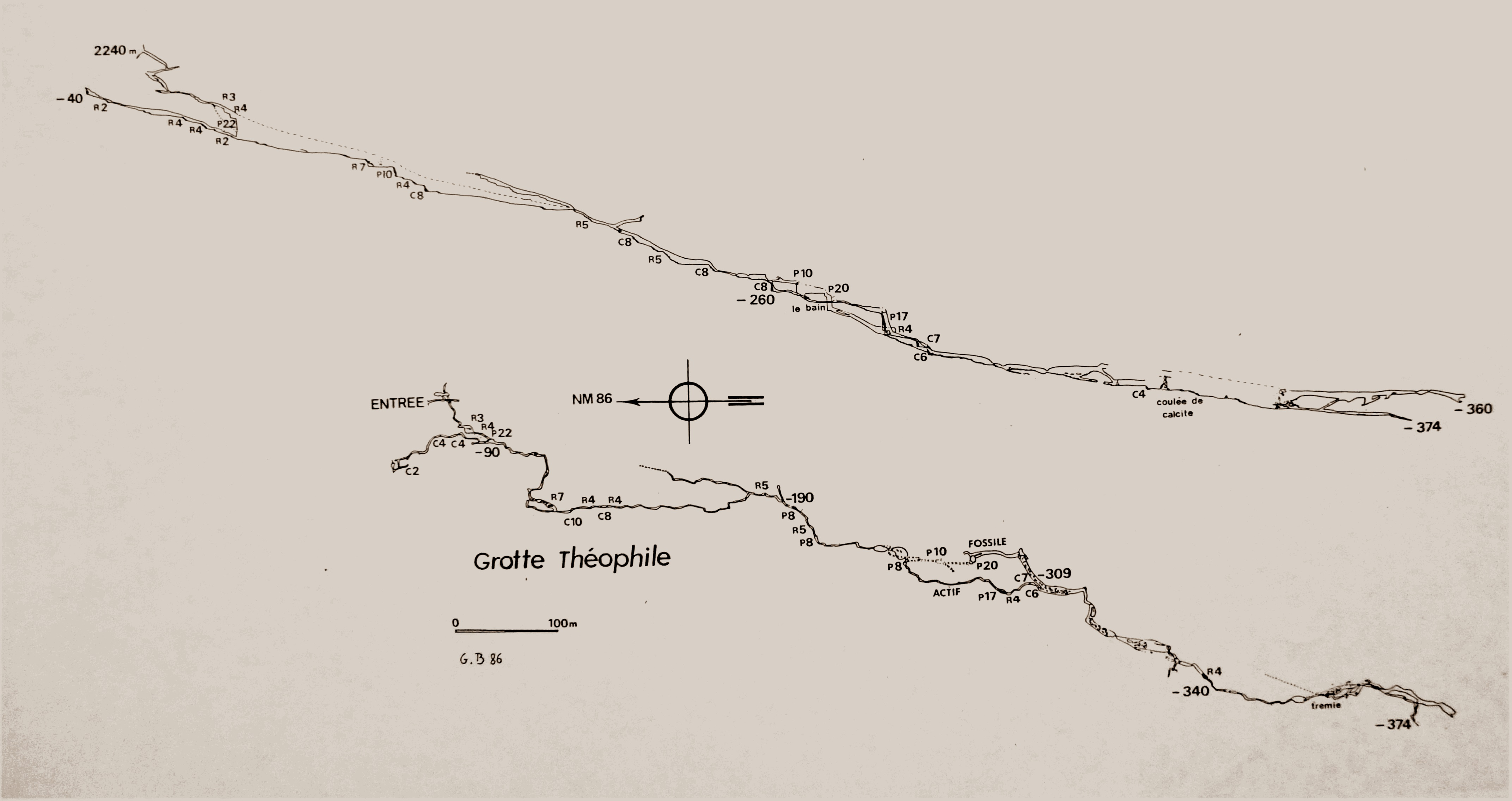
Plan et coupe de la grotte Théophile.

## Situation
La cavité est positionnée est-dessus de l'altiport de l'Alpe d'Huez, en aplomb du site archéologique de Brandes sur le plateau du même nom et non loin de l'ancien site minier de l'Herpie.

## Hydrologie
Le débit dans la grotte est de l'ordre de 5 à 20l/s et semble provenir du lac Blanc (2520 m) et de ses pertes. L'eau a une température de 4 °C. Une coloration à la fluorescéine le 29 juin 1986 est ressortie en 4 heures à la source de Font Morelle à 1800 m d'altitude. Cette résurgence alimente le Site archéologique de Brandes. Une nouvelle coloration en 2010 a mis treize heures pour le même trajet.

## Géologie
La cavité se développe dans une bande calcaire dolomitisée du trias de 20 à 30 mètres d'épaisseur, intercalée dans des roches métamorphiques. Le creusement est d'origine glaciaire, Glaciation de Riss et Glaciation de Würm.